# Edgardo Fulgencio
Edgardo V. Fulgencio (29 ottobre 1917 – 28 ottobre 2004) è stato un cestista filippino.

## Carriera
Con le Filippine ha disputato 8 partite ai Giochi della XIV Olimpiade.